# Erigorgus alpigenus
Erigorgus alpigenus är en stekelart som beskrevs av Heinrich 1953. Erigorgus alpigenus ingår i släktet Erigorgus och familjen brokparasitsteklar. Inga underarter finns listade i Catalogue of Life.